# Teupah Tengah

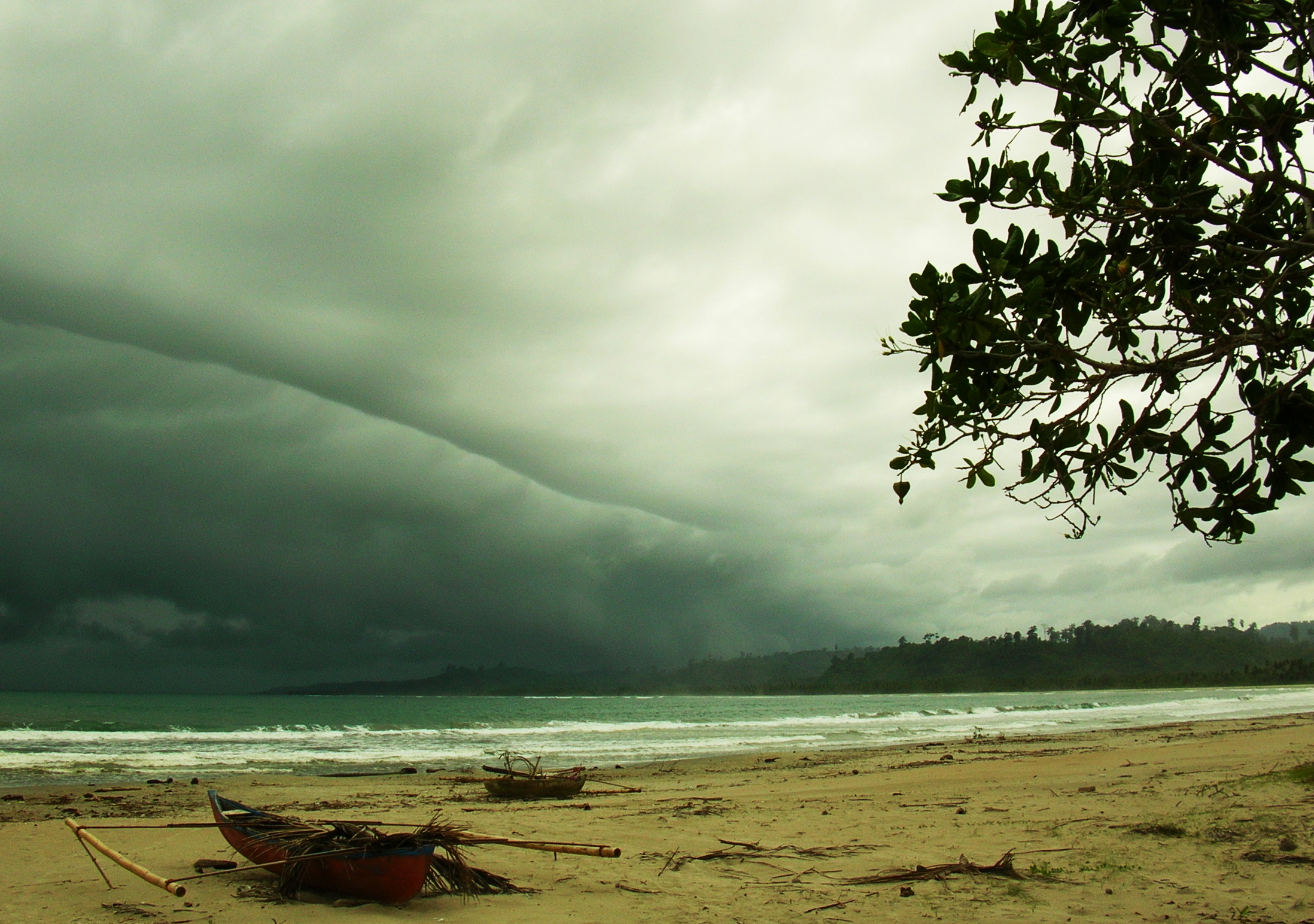
Naderende storm op Lasikin Beach, zuidwest op het eiland Simeulue, provincie Atjeh, Indonesië

Het dorp Lasikin op Poelau Simeuloeë, met in het midden enkele bemanningsleden van het flottieljevaartuig Hr.Ms. Benkoelen, dat dit eiland in oktober 1894 aandeed

Teupah Tengah (Centraal Teupah) is een onderdistrict (kecamatan) van het regentschap Simeulue van de provincie Atjeh, Indonesië.
Het onderdistrikt Teupah Tengah is in 2012 ontstaan na een afsplitsing van het onderdistrikt Simeulue Timur. 
Simeulue (oude spelling:Simeuloeë, Indonesisch: Pulau Simeulue) is een eiland in de Indische Oceaan voor de kust van het Indonesische eiland Sumatra. Tot 1999 behoorde het eiland bij de provincie Noord-Sumatra. De hoofdstad van het regentschap Simeulue is Sinabang en dit ligt in Simeulue Timur.  De hoofdplaats van Teupah Tengah is Lasikin, deze plaats heeft een vliegveld Bandar Udara Lasikin. De Kulungan (Koeloengan) is een hoog punt van Teupah Tengah en heeft een hoogte ven 98 meter. Teupah Tengah heeft een islamitische bevolking.
|  |

## Geografie
|       | De grenzen van Teupah Tengah zijn in 2020 als volgt: |
| Noord | Onderdistrict Teupah Barat                           |
| Oost  | Onderdistrict Simeulue Timur                         |
| Zuid  | Onderdistrict Teupah Selatan                         |
| West  | Indische Oceaan                                      |

## Verdere onderverdeling
In 2020 is Teupah Tengah onderverdeeld in 2 kemukiman (subdistricten) en heeft het 12 desa's (bestuurslagen) waar binnen 36 dusun's (dorpen/gehuchten) vallen.
De mukim's zijn Delok Kulungan en Delok Antengan.
| Plaats code | Naam kelurahan, plaatsen en dorpen | Mukim          | Inwoners in 2010 | Inwoners in 2018 |
| ----------- | ---------------------------------- | -------------- | ---------------- | ---------------- |
| 001         | Matanurung                         | Delok Kulungan | 499              | 539              |
| 002         | Lasikin                            | Delok Kulungan | 899              | 925              |
| 003         | Lanting                            | Delok Antengan | 400              | 419              |
| 004         | Simpang Abail                      | Delok Antengan | 334              | 380              |
| 005         | Abail                              | Delok Antengan | 324              | 313              |
| 006         | Nancawa                            | Delok Antengan | 275              | 292              |
| 007         | Labuah                             | Delok Antengan | 452              | 451              |
| 008         | Sua Sua                            | Delok Kulungan | 655              | 763              |
| 009         | Batu Batu                          | Delok Kulungan | 609              | 641              |
| 010         | Situbuk                            | Delok Kulungan | 225              | 242              |
| 033         | Busung Indah                       | Delok Antengan | 587              | 603              |
| 034         | Kahat                              | Delok Antengan | 533              | 505              |
|             |                                    |                |                  |                  |

Alafan · Salang · Simeulue Barat · Simeulue Cut · Simeulue Tengah · Simeulue Timur · Teluk Dalam · Teupah Barat · Teupah Tengah · Teupah Selatan